# Kärrnocka
Kärrnocka (Tephroseris palustris) är en växtart i familjen korgblommiga växter. 